# Abdoulkader Kamil Mohamed
Abdoulkader Kamil Mohamed (em árabe: عبد القادر كمال محمد; Souali, 1 de julho de 1951) é um político do Djibuti.
Ele é o primeiro-ministro do país desde abril de 2013. Anteriormente, ele serviu como ministro da Agricultura (2005 a 2011) e ministro da Defesa (2011 a 2013).